# Rhizoecus spinipes
Rhizoecus spinipes är en insektsart som först beskrevs av Hambleton 1946.  Rhizoecus spinipes ingår i släktet Rhizoecus och familjen ullsköldlöss. Inga underarter finns listade i Catalogue of Life.